# Saint-Aigulin
Saint-Aigulin ist eine südwestfranzösische Gemeinde mit 1.884 Einwohnern (Stand: 1. Januar 2022) im Département Charente-Maritime in der Region Nouvelle-Aquitaine. Sie gehört zum Arrondissement Jonzac und zum Kanton Les Trois Monts. Die Einwohner werden Saint-Aigulinois genannt.

## Lage
Saint-Aigulin ist die östlichste Gemeinde des Départements Charente-Maritime. Sie liegt im Süden der Saintonge am Fluss Dronne etwa 57 Kilometer nordwestlich von Bordeaux. Umgeben wird Saint-Aigulin von den Nachbargemeinden Boscamnant im Nordwesten und Norden, La Genétouze im Norden, Médillac und Parcoul-Chenaud im Nordosten, La Roche-Chalais im Osten, La Barde im Süden sowie Saint-Martin-de-Coux im Südwesten und Westen.

## Bevölkerungsentwicklung
| Jahr                       | 1962 | 1968 | 1975 | 1982 | 1990 | 1999 | 2006 | 2019 |
| Einwohner                  | 2317 | 2343 | 2359 | 2220 | 2040 | 1985 | 1943 | 1895 |
| Quellen: Cassini und INSEE |      |      |      |      |      |      |      |      |

## Sehenswürdigkeiten
- Kirche Saint-Fort
- Motten (Wallburgen) von La Mozenne

Siehe auch: Liste der Monuments historiques in Saint-Aigulin

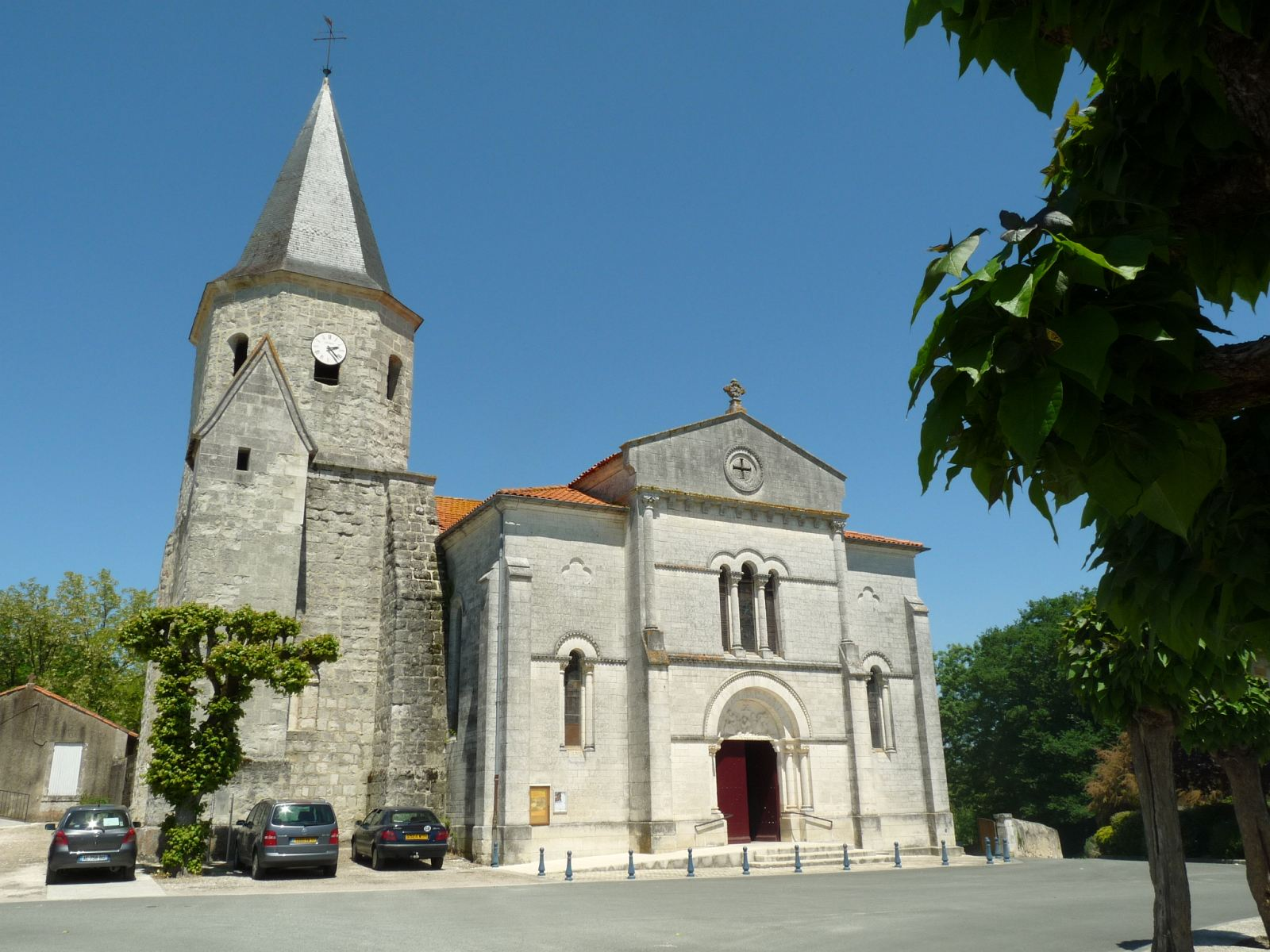
Kirche Saint-Fort